# Gouverneurswahl in New York 1836
Die Gouverneurswahl in New York von 1836 fand zwischen dem 7. und 9. November 1836 statt, es wurden der Gouverneur und der Vizegouverneur von New York gewählt.

## Kandidaten
William L. Marcy trat mit John Tracy als Running Mate für die Demokratische Partei an, Jesse Buel mit Gamaliel H. Barstow für die Whig Party und Isaac S. Smith mit Moses L. Jacques für die Locofocos.

## Ergebnis
| Bild   | Kandidat         | Partei               | Stimmen | Stimmen  |
| Bild   | Kandidat         | Partei               | Anzahl  | Prozent  |
| ------ | ---------------- | -------------------- | ------- | -------- |
|        | William L. Marcy | Demokratische Partei | 166.122 | 54,24 %  |
|        | Jesse Buel       | Whig Party           | 136.649 | 44,62 %  |
|        | Isaac S. Smith   | Locofocos            | 3.496   | 1,14 %   |
| Gesamt | Gesamt           | Gesamt               | 306.267 | 100,00 % |